# C'è chi vole e chi non pole: grassie listesso
C'è chi vole e chi non pole: grassie listesso è il quattordicesimo album in studio del cantante italiano Gipo Farassino, pubblicato nel 1973.

## Tracce
Testi e musiche di Farassino, eccetto ove indicato.
Lato 1
1. Lice Cagnasso
2. Cesare
3. Ziki Paki - Ziki Pu (testo: Mendes - musica: Mascheroni)
4. Historia delle brache (Farassino, Barbagianni)

Lato 2
1. La sartoria di Borgo da Po (Farassino, Barbagianni)
2. Il Mafalda
3. Il Gazzettino del carcerato
4. Amalia Pautasso (Farassino, Barbagianni)